# Šimec
Šimec je priimek več znanih Slovencev:
- Amalija Šimec (1893—1960), zdravnica bakterio-epidemiologinja, organizatorica socialne medicine
- Maja Šimec (*1979), fotomodel, miss Slovenije ...
- Milan Šimec (1911—1988), mizar, partizan prvoborec